# Cynotilapia afra
Cynotilapia afra, comunemente noto come ciclide afra, è una specie di ciclidi endemica del Lago Malawi in Africa orientale, dove risiede in ambienti rocciosi.
Il nome del genere può essere approssimativamente tradotto come "ciclide dal dente di cane" (da cui il nome comune di "dogtooth cichlid"), che descrive il dente affilato, conico, e monocuspide unico di questo genere nelle specie che popolano il Lago Malawi. Questo mbuna predilige un pH da 7.5 a 8.5 e una temperatura di 23–27 °C.
Questa specie ha un corpo allungato, con strisce verticali blu e nere. Tuttavia esistono molte differenti colorazioni a seconda della regione da cui il pesce proviene: per esempio, nella figura a lato possiamo vedere un maschio della regione di Cobue (il nome viene scritto anche come Kobwe, o Cobwe). La popolazione di Jalo Reef non ha giallo nel corpo, ma la pinna dorsale è gialla. Altre popolazioni sono del tutto prive di colorazione gialla. I maschi possono raggiungere i 10 cm, le femmine sono solitamente un po' più piccole. Come molti altri ciclidi del Lago Malawi, gli afra sono incubatori orali. I maschi difendono territori vicino a grotte dentro mucchi di rocce e si nutrono di alghe e microfauna presenti sulle rocce stesse. Le femmine si riuniscono in acque semi profonde e si nutrono di plancton.
Altre note varianti cromatiche sono: Chewere, Chinuni, Chitande, Chuanga, Likoma, Lumbila, Lundu, Lupingu, Mbenji, Metangula, Minos Reef, Msobo, Ndumbi, Njambe, Nkhata Bay, e Nkolongwe.

## Acquariofilia
Come molti mbuna, afra è una specie aggressiva e territoriale che dovrebbe essere tenuta in una vasca a sé dedicata, o contenente un misto di altre specie di mbuna. In quest'ultimo caso è preferibile evitare specie che si rassomiglino troppo tra di loro. Una pratica comune è quella di tenere un maschio con parecchie femmine, essendo gli afra non monogami e con una struttura sociale ad harem. La vasca deve prevedere alcuni spazi aperti, ma soprattutto abbondanti nascondigli e rifugi.